# Jaume Ponsarnau i Goenaga
Jaume Ponsarnau (Tàrrega, Urgell, 28 d'abril de 1971) és un entrenador de bàsquet català.
El juliol de 2014 va arribar a un acord amb el San Sebastián Gipuzkoa Basket Club per dirigir l'equip a la lliga ACB les dues temporades següents. El desembre de 2015 va ser destituït pel consell d'administració del club gipuscoà després de no aconseguir cap victòria en els vuit primers partits de la temporada 2015-16.

## Trajectòria esportiva
- 1993-2003: Entrenador del Club Natació Tàrrega
- 2003-2005: Entrenador del Júnior A del CB i UM
- 2003-2004: 2n entrenador de l'equip de la Lliga d'Estiu del Ricoh Manresa
- 2003-2005: Tercer entrenador de l'equip de ACB del Ricoh Manresa
- 2005-2006: Segon entrenador de l'equip de ACB del Ricoh Manresa
- 2006-2007: Primer entrenador de l'equip de LEB del Ricoh Manresa
- 2007- : Primer entrenador de l'equip de ACB del Ricoh Manresa
- 2014-2015: Primer entrenador del Gipuzkoa Basket

## Palmarès
- 1996-2002: Tres ascensos amb el Sènior Femení A a 2a Nacional (96-97), 1a B (98-99) i a Lliga Femenina 2 (01-02)
- 2000-2001: Ascens amb el Sènior Femení B a 2a Nacional
- Campió Provincial con el Cadet Masculí. Club Natació Tàrrega (98-99)
- Campió de Catalunya de 2a Nacional con el Sènior Femení A (98-99)
- 2006-2007: Ascens de LEB a ACB amb el Ricoh Manresa